# Matilda de Heinsberg
Matilda de Heinsberg (1133 - 1189), también es conocida como Matilda de Wassemberg. Fue la hija de Goswin II de Heinsberg y Adelaida de Sommersburgo.
Se casó con Dédon V, conde de Wettin y Rochlitz, hijo de Conrado, conde de Wettin y de Liutgard de Ravenstein en 1150. Tuvo una hija:
- Inés de Rochlitz, casada con Bertoldo IV de Merania.